# Степурино (посёлок, Нижегородская область)
Степурино — посёлок в Навашинском городском округе Нижегородской области России, до мая 2015 года входивший в состав Натальинского сельсовета.
В посёлке расположено отделение Почты России с индексом 607120.

## История
В начале века на этом месте шумели знаменитые степуринские леса и жил отшельник Степан Урин. Вот от него-то и пошло наше название — Степурино. Вторая версия названия — по речке Степурке, которая раньше текла в наших местах, а потом ушла под землю.
В 1910 году началось строительство железной дороги. Приехали лесорубы, за ними землекопы, путевые рабочие. Сначала прорублена была просека, потом стали делать насыпь. Техники никакой не было, все делалось вручную. Строители дороги жили в бараках. Несмотря на тяжелые условия, в 1912 году дорога была построена. И лег через дремучий бор путь, соединивший Москву с Казанью.
Количество жилых построек стало увеличиваться. Построили вокзал, водонапорную башню. Эти постройки стоят до настоящего времени. Возле вокзала построили дом, в котором поселились рабочие. В этом же году пустили первый поезд. Это был товарный состав, потом прошли 2 пассажирских. Очень удивились жители этим машинам.
С пуском железной дороги стал расти поселок. В 1914 году Войкин Иван построил себе первый частный дом. Железнов и Большаков Яков построили чайную и пекарню, содержателями которой были они сами. Из бараков жители стали переселяться в дома. Трудно жилось рабочим. Приходилось часто голодать. Дети не учились, так как школы не было. Тысячи ребятишек, проживающих на железнодорожных перегонах, были лишены возможности учиться.
В 1936 г. рабочие пытались организовать колхоз, дали название «Лесное пробуждение» Председателем стал Долгов Михаил Яковлевич. Существовал колхоз недолго. Рабочих рук было мало, земли тоже, поэтому колхоз сам по себе распался.
Во время войны и в послевоенные годы стране нужно было топливо, и вокруг поселка стали вести торфоразработки. Вокруг озера Поколево построили бараки, где жили наемные рабочие. Там находились контора, магазин, пекарня, столовая для рабочих. Торф по узкоколейке возили в поселок, потом отгружали в вагоны и отправляли в город.
Шло время, страна оправлялась от войны. Из близлежащих деревень потянулись люди ближе к железной дороге. Население росло. Дети после начальной школы в 5ый класс ходили за 7 километров в с. Рогово, там была семилетняя школа. Зимой жили в интернате, а на выходные ходили домой.
По железной дороге поезда тянули паровозы, которые заправлялись углем. А на нашей станции поезда заправлялись водой и выбрасывали шлак. Его накопилось целые горы. По инициативе Якубовича Станислава Сигизмундовича открыли шлакоблочный завод. Выпускали шлакоблоки для строительства. Молодежи в поселке было много, а время провести было негде. Тогда решили построить клуб, выделили блоки для его строительства. Комсомольцы и молодежь по выходным строили клуб. Начали строительство в 1963 году, а через 2 года закончили.
В 1968 году в здании клуба открыли библиотеку. Затем её перевели в старое здание начальной школы, где она находится и по сей день.
В 1978 году был построен красивый просторный магазин.

## Население
| 2002 | 2010 |
| ---- | ---- |
| 75   | ↘51  |

## Образование
В 1919 г. Григорий Степанович Васильцев, бывший муромский комиссар народного образования, обратился к В. И. Ленину с запиской, в которой спрашивал, как лучше организовать учёбу детей железнодорожников. После Ленин встретился с Васильцевым и обсудил с ним вопрос об открытии школ при полустанках и перегонах. В том же году в Муром приехал М. И. Калинин. В своем выступлении он сказал, что Владимир Ильич поручил ему оказать помощь в налаживании учёбы детей железнодорожников. В свою очередь Г. С. Васильцев доложил председателю ВЦИКа, что они уже подготовились к открытию первой школы на линейной станции Степурино. Школа была открыта 1 декабря 1919 года. Первой учительницей стала Леонович Мария Федоровна. Поселковый совет находился в селе Рогово, расположенном в 7ми км. от Степурина. В 1961 году построили восьмилетнюю школу. Детей было много, учились и в мастерской, и в старой школе, где размещается сейчас библиотека.
В 1979 году благодаря ходатайству одного из бывших выпускников начальника ОТУ МВД СССР генерал-майора авиации, профессора Марка Гурьевича Пискунова начали строительство новой типовой восьмилетней школы. В строительстве принимали участие старшеклассники. Они разгружали кирпич на станции и переносили его к месту строительства. В 1980 году 1 сентября школу пустили в эксплуатацию. В её стенах прозвенел первый звонок. Немало усилий приложил директор школы Филиппович Владимир Владимирович, чтобы школа была построена и пущена в срок. В 2001 году Владимира Владимировича не стало, но его школа красуется среди березовой рощи и как живой памятник напоминает нам о нём.